# Vidmantas Bartulis
Vidmantas Bartulis   (Kaunas, 3 d'abril de 1954 - Palanga, 30 de gener de 2020) compositor lituà, guanyador 2l 1998 del Premi Nacional de Lituània.

## Biografia
Graduat a l'Escola de Música de Kaunas "Juozas Naujalis", 1980. es va graduar a la classe E. Balsys del Conservatori Lituà.
Entre 1980 i 1983 va impartir a l'escola de música Kaunas J. Gruodis. 1982/1993 m. Cap del Departament de Música del Teatre Dramàtic de Kaunas, 1999/2003 fou gerent de teatre. Del 2001 al 2007 va ser el president de la branca de Kaunas de la Unió de Compositors de Lituània, va dirigir el nou festival de música "Iš Arti". Des del 1990, va pertànyer a l'Assemblea de les Arts.

## Creació
En les primeres obres, es combinen trets brillants del neoromanticisme, del minimalisme i de la suggestió tràgica posterior amb la visual, el moviment, l'enginy de la interpretació i la paròdia. Conté estilitzacions d'obres d'altres compositors.

## Obres
- Pamoka òpera, basada en una obra d'E. Jonesko, 1993, construïda el 1996 .
- Simfonia I, 1980 m.
- Simfonia II "Àngel Blau" per a cor mixt i orquestra simfònica, paraules de S. Geda, 1985 m.
- Concert per a piano i orquestra, 1994 m.
- Regensspiele, concert, 1995 m.
- M'agrada F. Schubert ..., concert per a orquestra de cambra, 1998 .
- Rèquiem per a 3 solistes, cor mixt i de nois, 1989, per als que van morir per la llibertat
- Missa per a cor i orgue mixt, 1987 m.
- Nativitas Domini, cantata per a nois i cors mixtos, 2 violins, orgue i 4 kankles, 1991, lletra de R. Mikutavičius
- 30 himnes per a cors
- Dawn, per a soprano, tenor, cor mixt, teclats elèctrics, 1998 ž. L. Jakimavičius
- Idil·li de Kukutis, per a veu, piano, trombó, percussió, contrabaix, 1998 ž. M. Martinaitis
- Hommage a Čiurlionis, per a saxo, clarinet baix, teclats elèctrics i kankles, 1995.
- I Dear, Quartet, 1993
- Profundis, quintet, 1988 m.
- Obres de cambra per a orgue, piano, conjunts de diverses composicions, esdeveniments i representacions, teatre i música de cinema.